# ジュネス (企業)
株式会社ジュネスは、日本のモデルエージェンシー、芸能事務所。日本芸能マネージメント事業者協会会員。

## 概要
1968年1月31日に高倉邦子が株式会社ジュネス企画を設立。 日本人、外国人、ハーフの子供から大人まで幅広いモデルやタレントが所属し、永井大、城田優、平山浩行、有岡大貴、鈴木拡樹、栗原類、滝川クリステル、佐々木彩夏などを輩出した。
NHK Eテレ「天才てれびくん」シリーズでは、てれび戦士を初年度から17年連続で出演させている。東映スーパー戦隊シリーズや仮面ライダーシリーズなどのテレビドラマ、「アニー」「ライオン・キング」と言った王道ミュージカルから「テニスの王子様」「刀剣乱舞」などのミュージカル、「弱虫ペダル」「刀剣乱舞」、ハイパープロジェクション演劇「ハイキュー!!」にと、いわゆる2.5次元作品に多くのタレントを出演させている。
創業者である髙倉邦子は、業界への功績を称えられ、2002年4月に当時の内閣総理大臣である小泉純一郎より勲六等宝冠章を受章。 2009年6月11日に株式会社ジュネスを設立。 モデル、タレントのマネジメント事業と企業事業にかかわる事業を分社化した。

## 所属モデル、タレント

### あ行
- 青山らら
- 浅井雄一
- 齋れいな
- 内田裕大
- 鵜木伸哉
- 奥井那我人

### か行
- ケヴィン
- 栗綿優衣

### さ行
- 彩島りあな
- 佐藤芽
- ジョアン

### た行
- ダーブロウ有紗

### な行
- 中野澪

### は行
- 馬場夏音
- 原田里香
- マイカ・ピュ

### ま行
- 益永拓弥

### ら行
- ルーベン・ラングダン

## かつて所属していたモデル、タレント

### あ行
- 有岡大貴（Hey! Say! JUMP）
- 五十嵐彩伽
- 磯村洋介
- 伊藤綺夏

### か行
- 加藤茜
- 加藤ジーナ
- 木咲樹音
- 北園涼
- 栗原類
- 小坂涼太郎

### さ行
- 齋藤ヤスカ
- 佐々木彩夏（ももいろクローバーZ）
- 晒科新
- 城田優
- 章平
- 上仁樹
- 鈴木拡樹
- 鈴木湧太（ジャニーズJr.）

### た行
- 滝川クリステル
- タツヤ・レイシー
- チアキ・レイシー
- 土保瑞希

### な行
- 永井大
- 西村優奈

### は行
- 平山浩行

### ま行
- 森下瑠子

### や行
- 山田エリヤス
- 吉竹エリ